# Rakekniven
Rakekniven är en bergstopp i Antarktis. Den ligger i Östantarktis. Norge gör anspråk på området. Toppen på Rakekniven är 2 365 meter över havet, eller 570 meter över den omgivande terrängen. Bredden vid basen är 2,0 km.
Terrängen runt Rakekniven är varierad. Trakten är obefolkad. Det finns inga samhällen i närheten.